# 뉴질랜드 방위군
뉴질랜드 방위군(영어: New Zealand Defence Force, NZDF; 마오리어: Te Ope Kātua o Aotearoa, 직역: "뉴질랜드의 방어선")은 뉴질랜드의 군대이다. 뉴질랜드 방위군은 뉴질랜드 왕립 해군(RNZN), 뉴질랜드 육군, 뉴질랜드 왕립 공군(RNZAF)으로 구성되며, 이 중 가장 먼저 설립된 것은 1845년 설립된 "New Zealand Military Forces"라는 이름으로 설립된 뉴질랜드 육군이다. 뉴질랜드 방위군은 설립 이래 뉴질랜드 전쟁, 제2차 보어 전쟁, 제1차 세계 대전, 제2차 세계 대전, 6.25 전쟁, 베트남 전쟁, 말레이시아 비상사태 등 다양한 전쟁과 전투에 참전했다.
2023년 6월 기준으로, NZDF는 총 14,996명의 인력으로 구성되어 있으며, 이 중 8,669명은 정규군, 3,260명은 예비군, 3,067명은 민간 직원이다. 뉴질랜드 방위군은 뉴질랜드 국방부(MOD)의 지원을 받으며, 국방군 총사령관(CDF)의 지휘를 받는다. 뉴질랜드 방위군의 총사령관은 뉴질랜드 국왕의 대표로서 총독이 맡고 있으며, 1990년 국방법에 따라 국방부 장관이 담당한다. 현재 총독은 신디 키로(Cindy Kiro), 국방부 장관은 주디스 콜린스(Judith Collins)이다.
뉴질랜드 방위군에 기대되는 주요 역할과 임무는 뉴질랜드의 영토를 방어하고 중요한 통신선로를 보호할 수 있는 전투 능력을 갖춘 군대를 제공하는 것이다. 또한 민방위 지원을 제공하고, 정부 전체의 안보 목표를 달성하며, 동맹국 및 파트너와의 약속을 이행하고, 정부 기관을 지원하고, 남태평양에서 지역 평화, 안보 및 회복력을 보호하고 증진하며, 국제 규범에 기반한 질서를 유지하는 역할을 한다.
뉴질랜드 방위군은 뉴질랜드의 국가 안보 목표를 지원하는 군사적 효과를 제공한다. NZDF는 정부가 설정한 국방 정책 프레임워크에 따라 그 원칙, 결과 및 우선순위를 정의한다. 뉴질랜드 방위군은 뉴질랜드 국가 안보 시스템의 중요한 구성 요소다. 뉴질랜드는 국가 안보에 대한 내부적 또는 외부적, 인위적 또는 자연적 모든 위험에 대응하기 위해 정부 기관들이 협력하는 "모든 위험" 접근 방식을 취하고 있다.